# Devotion (álbum de Beach House)
Devotion é o segundo álbum de estúdio da dupla de Dream pop Beach House. Foi lançado em 26 de fevereiro de 2008, pela Carpark Records na América do Norte, Bella Union na Europa e Mistletone Records na Austrália. A sua produção se deu nos primeiros meses de 2007, foi gravado em Lord Baltimore Recording Studio dentro de dois meses. O álbum foi lançado com análises positivas dos críticos de música e é seu primeiro álbum a entrar no gráfico da Billboard 200, estreando na posição de 195, vendendo aproximadamente 3.000 cópias após seu lançamento. Em abril de 2012 Devotion vendeu 49.000 cópias nos Estados Unidos de acordo com a Nielsen Soundscan.
Com relação ao título do álbum, a vocalista e tecladista Victoria Legrand refletiu dez anos após o lançamento do álbum, e comentou: "Nós o chamamos de Devotion por uma razão. Isso fazia parte da história e faz parte da nossa união. Parecia que estávamos conseguindo algo juntos. Dois sonhadores, juntos em um mundo de sonhos".

## Composição
O Drowned in Sound comentou que o álbum tem "o som de romance atrofiado, arrependimentos obscuros e confetes tremeluzentes, que me trouxe à mente Mazzy Star e Slowdive com o lirismo que transmite gentilmente uma autoridade silenciosa por si só", afirmando ainda que o "órgão funerário e as batidas esparsas e cintilantes permanecem, mas o som é mais nítido e vívido com teclas com textura exuberante, a Slide guitar de Alex Scally está mais expressivo do que nunca". A Revista Slant Magazine afirmou que a dupla é "a Gillian Welch e David Rawlings da folktronica, Dream pop, ou o que quer que seja", acrescentando que o álbum é "principalmente dedilhado, percussão oscilante e teclados elegíacos e ocupados".
De acordo com a AllMusic, "You Came to Me" é um "atordoante Chamber pop de dark ambient com letras que parecem ter vindo de um hit surrealistíco que tocou nas rádios dos anos 70 pelo início de alguma manhã". Enquanto "Heart of Chambers" flerta "direto com o Soul com a voz aguda de Legrand e uma maior presença do órgão, tornando a performance vocal emocional". A música "Some Things Last a Long Time" é um cover da canção de mesmo nome do cantor Daniel Johnston presente no álbum "1990", a versão do Beach House é uma "balada com elementos do country". "Astronaut" é sobre a "inocência de um grupo de garotas do dream pop sobre o olhar do grupo".

## Recepção
Devotion recebeu análises geralmente positivas da crítica especializada. No Metacritic, o álbum recebeu uma aprovação de 79/100 com base em 29 críticas, ganhando um certificado de "análises geralmente favoráveis. Brian Howe da Pitchfork comentou: "as composições da dupla não mudaram em relação ao antecessor; eles simplesmente se aperfeiçoaram. São músicas mais nítidas, brilhantes e ousadas, mantendo a sensação de decadência elegante do Beach House". Drowned in sound disse que o álbum "ressona com a mesma essência sem forma que seu antecessor, mas também o excede em muito em composição e execução", afirmando ainda que a banda "criaram uma invocação tão profunda do amor sagrado". A revista Slant Magazine elogiou o álbum, dizendo "A banda tem uma beleza poderosa, embora eles ainda precisam melhorar em alguns aspectos. Por enquanto, porém, a fórmula está funcionando muito bem", além de elogiar a performance vocal de Legrand: "Onde anteriormente os vocais de Legrand ocasionalmente vacilavam ou se perdiam na mistura acelerada de shoegaze, aqui ela lembra a Nico e está confortavelmente na frente. De fato, a performance vocal de Legrand em Devotion é a mais magistral que você ouvirá em 2008". A AllMusic afirmou que neste disco, a dupla "traz mais foco, profundidade e calor ao som inconfundível" em comparação com o álbum de estréia, além de dizer que a "melancolia sombria da banda têm mais tons, e até um pouco de luz, tornando-os ainda mais atraentes".
A revista Rolling Stone comentou positivamente sobre o álbum: "Tão confortável o som de Beach House, até os momentos mais desconfortáveis são sedutores". O The A.V. Club e a Entertainment Weekly deram nota "B+" e "B" respectivamente, ambas elogiaram a produção do disco. Embora tenha classificado o disco como "bom" o dando a nota de 7/10, Will Dean escrevendo para a NME chamou algumas faixas de "sonolentas" e apesar de ter gostado da perfomance vocal da vocalista ainda assim, em algumas partes "parece estar em um cassino". A revista Spin tem uma opinião parecida com a NME.

### Reconhecimentos
O álbum foi incluído na lista dos melhores álbuns de 2008 pela Tiny Mix Tapes, No Ripcord, The A.V. Club e Pitchfork. A revista Rolling Stone classifou o disco em 38° lugar na lista "Os 40 Melhores Álbuns Stoner", dizendo que o álbum "era a trilha sonora perfeita para crianças indie do final dos anos 2000: um conjunto de canções veludo cheias de charme caseiro, esbordando teclados e músicas hipnóticas".
A canção "Gila" foi sampleada pelo cantor The Weeknd para a faixa "Loft Girl" do seu debut e mixtape House of Balloons. A música "D.A.R.L.I.N.G." está presente na soundtrack de The Kissing Booth 3 (2021).

## Lista de faixas
Todas as letras escritas por Victoria Legrand, todas as músicas compostas por Beach House, exceto as com nota (parênteses).
| N.º            | Título                                                    | Duração |  |
| 1.             | "Wedding Bell"                                            | 3:55    |  |
| 2.             | "You Came to Me"                                          | 4:05    |  |
| 3.             | "Gila"                                                    | 4:46    |  |
| 4.             | "Turtle Island"                                           | 4:00    |  |
| 5.             | "Holy Dances"                                             | 4:19    |  |
| 6.             | "All the Years"                                           | 3:36    |  |
| 7.             | "Heart of Chambers"                                       | 4:25    |  |
| 8.             | "Some Things Last a Long Time" (Cover de Daniel Johnston) | 2:32    |  |
| 9.             | "Astronaut"                                               | 5:05    |  |
| 10.            | "D.A.R.L.I.N.G."                                          | 3:18    |  |
| 11.            | "Home Again"                                              | 4:09    |  |
| Duração total: | Duração total:                                            | 44:10   |  |

## Desempenhos nas tabelas musicais
| Tabelas (2008)                             | Pico |
| ------------------------------------------ | ---- |
| Estados Unidos (Billboard 200)             | 195  |
| Estados Unidos (Billboard Top Heatseekers) | 5    |